# レイルウェイズ
レイルウェイズ（RAILWAYS）はバンダイナムコゲームス（旧ナムコ）から発売された野球ゲームに登場する架空の野球チームである。略称はRチーム。かつてはレールウェイズと表記されていた。

## 登場作品
1986年12月発売の『プロ野球ファミリースタジアム』（以下『初代ファミスタ』）及び続編の『プロ野球ファミリースタジアム'87』（以下『ファミスタ'87』）、PCエンジン版『プロ野球ワールドスタジアム』（以下『PCエンジン版ワースタ』）の初期ファミスタシリーズ3タイトルに登場した。
その後しばらく登場しなかったが、2005年4月発売のプレイステーション2用ソフト『ベースボールライブ2005』にナムコスターズや、初代でもう一つの連合チームであったフーズフーズと共にオリジナルチーム作成用データとしてチーム名が復活。『ベースボールライブ2005』の実質的続編である『プロ野球 熱スタ2006』にも登場。2006年から2014年までサービスを提供していたオンラインゲーム『プロ野球 ファミスタオンライン』でもオリジナルチーム作成用データとして登場している。
2007年発売の『プロ野球 ファミスタDS』では19年ぶりに単独チームとして登場している。但し、後述の通りチーム構成は一新されて別のチームとなった。

## 概要
シリーズ初期の名称は、初代ファミスタの説明書において「レールウェイズ」と表記されていたが、後に発売されたデータブック（攻略本）の多くは「レイルウェイズ」と表記されていた。『ベースボールライブ2005』でオリジナルチーム作成用データとして復活した際には、後者の表記が採用され「レイルウェイズ」となっている。

### 初期ファミスタシリーズ
初代ファミスタでは当時のパ・リーグに所属していた阪急ブレーブス・南海ホークス・近鉄バファローズの3球団の選手を集めた連合チームとして1チームを構成していた。ファミスタ'87ではこのうち阪急（ブラボーズ）が抜けて、翌1988年発売のPCエンジン版ワースタでは再び阪急が統合された。いずれも当時、関西を本拠地にした親会社が鉄道会社（私鉄）というチーム構成で、説明書には「関西の鉄道連合チーム」と書かれていた。なお関西の鉄道会社系チームでもセ・リーグの阪神タイガース（タイタンズ）は含まれていない（後述のDS版レイルウェイズでは含まれている）。
このような措置が取られた事情には、当時のソフトのデータ容量が小さかったため。パ・リーグでは西武ライオンズ（ライオネルズ）だけが単独チームで、他に当時のロッテオリオンズと日本ハムファイターズの混成チーム「フーズフーズ」があった。レイルウェイズやフーズフーズが作られた理由には、パ・リーグがセ・リーグに比べて人気が低かったということもある。ユニフォームは南海のホーム用をベースにしており、白基調に帽子とアンダーシャツが緑色という組み合わせであった。
初代ファミスタでは「まつなか」「ぶうま」「やまもと」「むらかみ」「やまだ」「かどた」などがおり、説明書には「最もパワーのある打線」「優勝候補No.1」と書かれていた。ファミスタ'87では阪急（ブラボーズ）が抜けたことや、メジャーリーガーズの登場などで相対的に弱体化している。
翌1988年5月発売のPCエンジン版ワースタでは、再び元のレイルウェイズに戻ったが、12月発売の『プロ野球ファミリースタジアム'88』（以下『ファミスタ'88』）からはパ・リーグ6球団に相当する球団がすべて揃い、レイルウェイズとフーズフーズは一旦消滅している。ちなみに南海がホーネッツとして単独のチームを結成していたのはファミスタ'88とアーケード版『プロ野球ワールドスタジアム』（1作目）だけである。アーケード版ワースタでは、続編を含めて統合チームは一度も編成されていない。
| 発売年 | タイトル （機種など）      | モデルとなった球団 | モデルとなった球団                                                      | モデルとなった球団               |
| 発売年 | タイトル （機種など）      | 阪急ブレーブス （1947途中 - 1988） ↓ オリックス・ブレーブス （1989 - 1990） ↓ オリックス・ブルーウェーブ （1991 - 2004） | 南海ホークス （1947途中 - 1988） ↓ 福岡ダイエーホークス （1989 - 2004） | 近鉄バファローズ （1962 - 1998） |
| ------ | -------------------------- | --- | ----------------------------------------------------------------------- | -------------------------------- |
| 1986年 | ファミスタ('86)            | レールウェイズ（R） | レールウェイズ（R）                                                     | レールウェイズ（R）              |
| 1987年 | ファミスタ'87              | ブラボーズ（B） | レールウェイズ（R）                                                     | レールウェイズ（R）              |
| 1988年 | ワースタ（アーケード）     | ブラボーズ（B） | ホーネッツ（H）                                                         | バッカルーズ（Bu）               |
| 1988年 | ワースタ（PCエンジン）     | レールウェイズ（R） | レールウェイズ（R）                                                     | レールウェイズ（R）              |
| 1988年 | ファミスタ'88              | ブラボーズ（B） | ホーネッツ（H）                                                         | バッカルーズ（Bu）               |
| 1989年 | ファミスタ'89開幕版        | ブラボーズ（B） | ホーネッツ（H）                                                         | バッカルーズ（Bu）               |
| 1989年 | ファミスタ'90              | ブラボーズ（B） | ホーネッツ（H）                                                         | バッカルーズ（Bu）               |
| 1990年 | ファミスタ（ゲームボーイ） | ブラボーズ（B） | ホーネッツ（H）                                                         | バッカルーズ（Bu）               |
| 1990年 | ファミスタ'91              | ブラボーズ（B） | ホーネッツ（H）                                                         | バッカルーズ（Bu）               |
| 1991年 | ワースタ'91                | ブルーウィンド（Bw） | ホーネッツ（H）                                                         | バッカルーズ（Bu）               |
| 1991年 | ギアスタジアム             | ブルーウィンド（B） | ホーネッツ（H）                                                         | バッカルーズ（Bu）               |
| 1991年 | SUPERワースタ              | ブルアローズ（B） | ホームズ（H）                                                           | バッカルーズ（Bu）               |
| 1991年 | ファミスタ'92              | ブルーウィンド（B） | ホーネッツ（H）                                                         | バッカルーズ（Bu）               |

上記の通り、オリックスが「ブレーブス」から「ブルーウェーブ」に球団名を変更したことに呼応してブラボーズの球団名も「ブルーウィンド」に変更されたが、何故かSUPERワースタ（1作目）のみ「ブルアローズ」と家庭用とは異なる名称を使用している。南海・ダイエーに関しても同作のみ、ホーネッツではなく「ホームズ」と言う球団名となっている。
また、アーケード及びメガドライブでリリースされた『球界道中記』の球団名はファミスタ'91及び'92と同じであるが、アーケード版は1990年リリースのためブラボーズ、メガドライブ版は1991年発売のためブルーウィンドである。オリックスは球団名を変更した際にアルファベットの略称をブレーブス時代の「B」から「BW」に変更したが、ファミスタシリーズではワースタ'91が「Bw」とした以外は大半のタイトルでブルーウィンドの略称にブラボーズ時代と同じ「B」を使用していた。

### プロ野球 ファミスタDS
レイルウェイズ消滅より19年が経過した2007年に発売された『ファミスタDS』では、フーズフーズと共に久しぶりに単一のチームとして登場したが、フーズフーズと違い元ネタとなった3球団の親会社である私鉄が合併・買収等で球団を手放した後であり、発売時に現存する私鉄を傘下に置く持株会社を親会社とするパ・リーグの西武ライオンズとセ・リーグの阪神タイガースの合併チームとなった（西武と阪神の2チームは各々、単独のチームとしても使用可能）。この2チームは所属リーグも異なり、私鉄系で猛獣がニックネームという以外は接点はほとんど無い。
実力的にはAクラス常連であった2球団の連合チームなので、相当強い。発売年である2007年に西武は26年ぶりにBクラスに落ちるが、データは開幕直前（前年最終成績2位）のチーム状態である。

## 備考
ファミスタで『'88』においてレイルウェイズが解消された後、1989年にカプコンがアーケードでリリースした『CAPCOMベースボール 助っ人外人大暴れ!』に登場するチームの一つ、オールウエスタン（AW）はレイルウェイズと同じ組み合わせの連合チームである。同作がリリースされた前年に阪急と南海が球団を手放し、特に南海改めダイエーは大阪府から福岡県へ本拠を移転したこともあり「西日本連合」と言う趣旨での編成となっている。ユニフォームはかつての南海がビジターで使用していたものと同様に緑基調でズボンのみ白という配色であり、レイルウェイズとの共通点が見出せる。また、同作にはフーズフーズと同じ組み合わせの連合チーム・オールイースタン（AE）も登場する。

## エピソード
- レイルウェイズの登場から18年後の2004年12月、近鉄とオリックス（阪急の後継球団）の球団合併が行われた。また翌2005年1月、南海の後継球団であるダイエーもソフトバンクに買収されるなど、レイルウェイズの3球団がこの年の球界再編問題の主役となった。
  - なお、レイルウェイズ登場前の1973年の球界再編の際も、南海と近鉄の合併が取りざたされていた。
- プロ野球のシーズンオフに静岡県の草薙球場で行なわれていたパ・リーグオールスター東西対抗は、その名の通りパリーグ6球団を東西2つに分けて試合を行っていた。1981年から2003年までは西軍がレイルウェイズそのままの構成で編成されていたこともあった。
- 2013年から近鉄バファローズユニフォームを着用したオリックスバファローズ選手と南海ホークスユニフォームを着用したソフトバンクホークス選手がオリックス主催京セラドーム大阪で戦うOSAKAクラシックが開催されている。